# Vergüenza pública

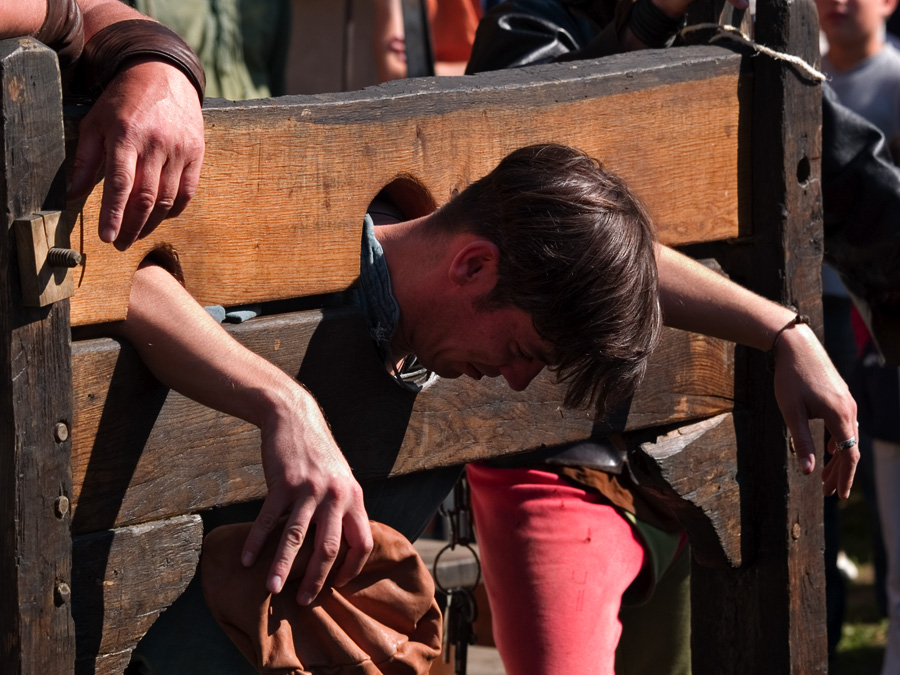
El cepo era una forma de practicar la vergüenza pública.

La vergüenza pública era una pena muy frecuente en la Edad Media. Se imponía, por regla general, juntamente con la de azotes. La pena de vergüenza pública, aunque no imprime en el cuerpo la nota indeleble que la marca, está sujeta a graves inconvenientes, pues lejos de ser útil puede resultar muy perniciosa, causar un daño mayor que el que causó el delito, que es hacer perder la vergüenza al que la sufre y ponerle, por consiguiente, en estado de que se haga peor en lugar de enmendarse. El modo generalmente adoptado para aplicarla era exponer al reo al oprobio público en una plaza, o con argolla y el de sacarle por las calles con coroza y de un modo ridículo.
Los legisladores de la ciudad de Tortosa se propusieron, sin duda, establecer una pena que reuniese en alto grado la cualidad importante de la ejemplaridad, y aunque en sus detalles la pena de vergüenza pública ofrecía graves inconvenientes, sobre todo para las buenas costumbres, no puede desconocerse que debía producir un gran efecto moral; por esta razón indudablemente la adoptó el Código de las Costumbres de Tortosa. La forma de ejecutarla era la siguiente: cuando se imponía como accesoria de la pena de azotes, el delincuente era paseado por toda la ciudad sin otra vestidura que la necesaria para cubrir la parte del cuerpo de cintura abajo y acompañado del sayón que le azotaba, gritando en voz alta el delito por el que era condenado, siguiendo en esta parte una costumbre admitida ya entre los romanos y hasta copiando la misma frase que pronunciaba el pregonero cuando acompañaba al suplicio. El delincuente condenado por delito de alcahuetería era conducido montado sobre un asno, atravesada la lengua con un hierro. Las mujeres condenadas por vender panes que no tenían el peso legal y que eran insolventes para pagar la multa de 5 sueldos que se les imponía, sufrían la pena de vergüenza pública, permaneciendo casi desnudas durante tres horas, de nueve a doce de la mañana, en uno de los sitios más concurridos de la ciudad.
A esta clase de castigo pertenece el de emplumar a las mujeres, pena que a los inconvenientes de su clase añade la barbarie y la inmoralidad.